# Arquitectonica
Cet article possède un paronyme, voir Architectonica (homonymie).
Arquitectonica est une agence d'architecture basée à Miami avec des bureaux à travers le monde dont un à Paris. Elle a été créée en 1977. Son architecte fondateur est Bernardo Fort-Brescia, diplômé d'Harvard.
Arquitectonica a réalisé de nombreux immeubles dans un style coloré et expressif, contribuant au renouveau architectural américain des années 1980.

## Arquitectonica et Disney

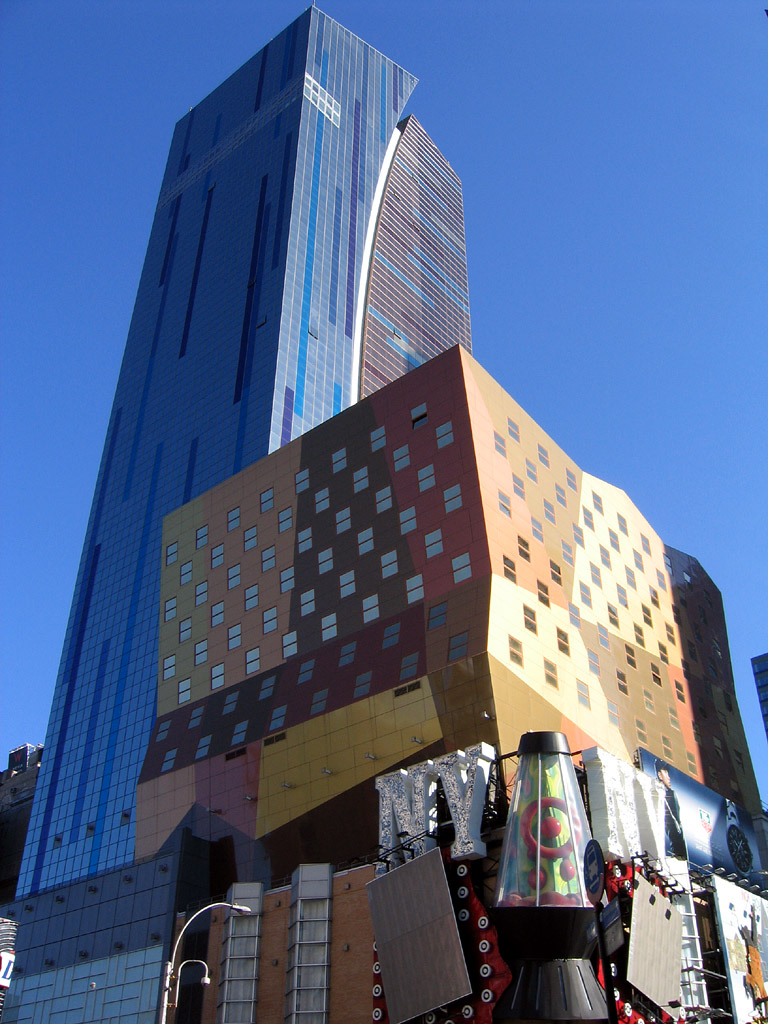
Le Westin à Times Square conçu par Arquitectonica

Parmi ses réalisations, on trouve plusieurs commandes de la Walt Disney Company :
- Disney's All-Star Resort : Music, Sports et Movies.
- Le Bongo's Cuban Café de Downtown Disney West Side. Le 9 mai 2019, le restaurant fondé par Gloria Estefan en 1997 annonce sa fermeture pour août 2019[2]
- Un projet de Disney Vacation Club à Times Square, New York, pour le Disney's New Deuce. Le projet n'a pas abouti mais le bâtiment ayant été construit, l'hôtel a été racheté par Westin.

Beaucoup d'immeubles à Miami portent sa griffe.

## Arquitectonica en France
- l'Auditorium de Dijon, salle de 1 600 places assises. Le bâtiment a été inauguré le 20 novembre 1998.
- la tour Exaltis à La Défense a ouvert au second trimestre 2006.
- l'immeuble de bureau EOS Generali à Issy-les-Moulineaux a été livré en 2009.
- la Tour Sequana à Issy-les-Moulineaux, a été livré en 2010.
- l'agence propose également la Tour Air2 à La Défense encore à l'étude

## Arquitectonica aux Philippines
- le Mail SM d'Asie à Manille, a été complété en 2006.

## Construction de gratte-ciel
Arquitectonica a conçu une quarantaine de gratte-ciel en particulier dans l'agglomération de Miami.

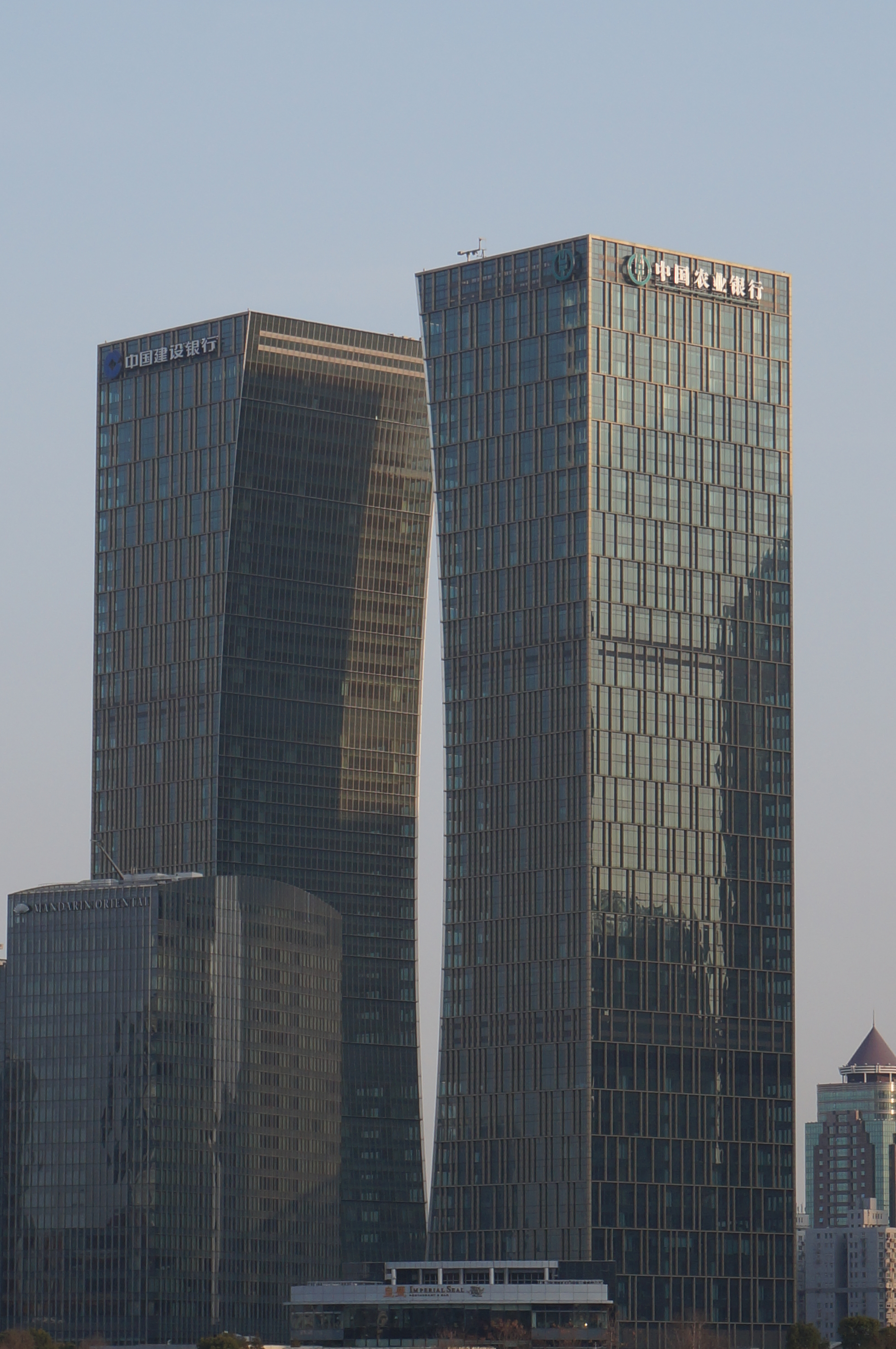
Riviera TwinStar Square à Shanghai

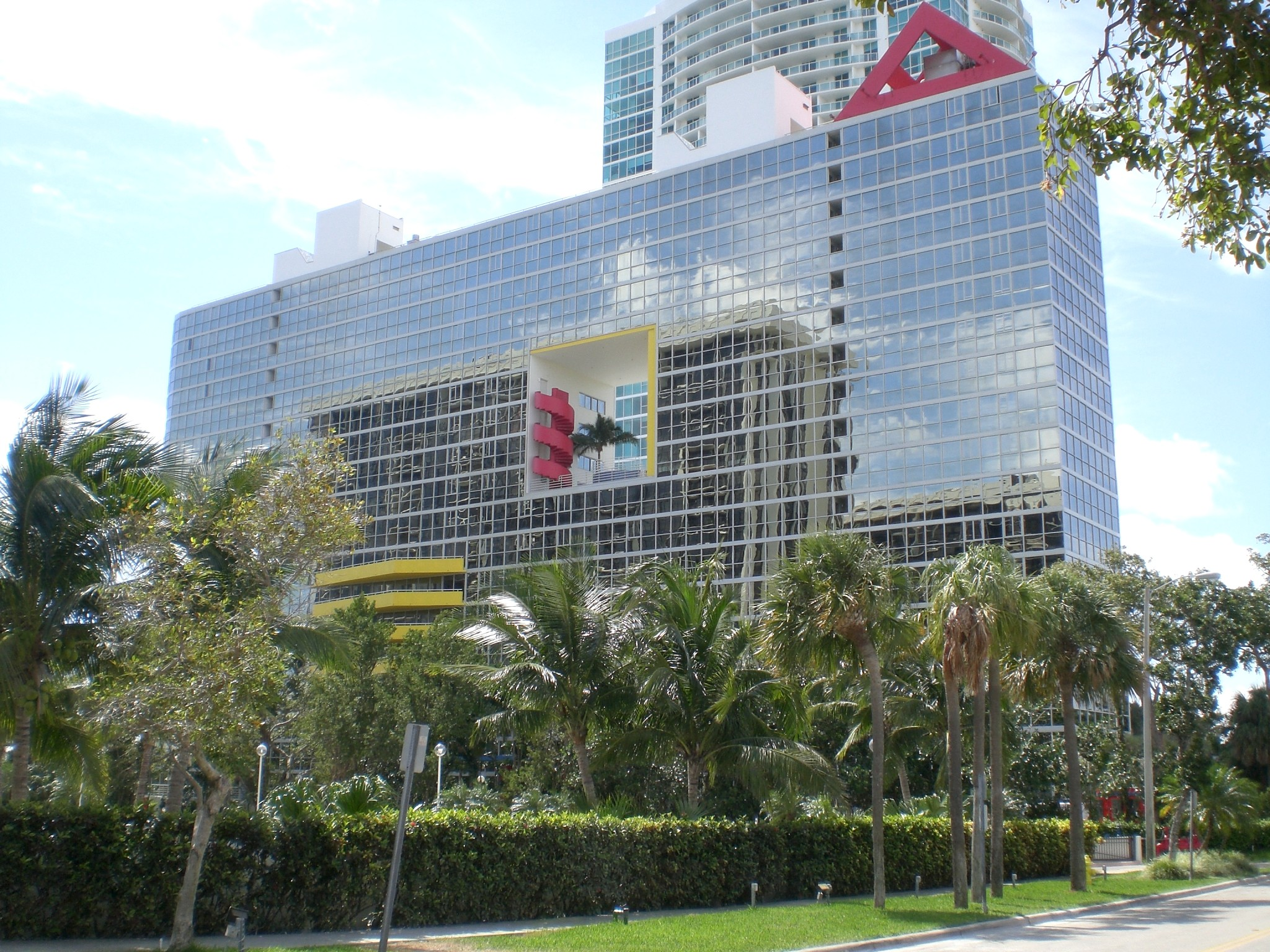
L'Atlantis Condominium à Miami.

Parmi les gratte-ciel conçu par l'agence figurent : 
- Atlantis Condominium, Miami, 1980-1982
- The Millennium, Sunny Isles Beach, 116 mètres, États-Unis, 1998
- Pacific Plaza Towers, 179 mètres, Taguig, Philippines, 1999
- Blue on the bay, Miami, 130 mètres, 2005
- Latitude on the River, Miami, 145 mètres, 2007
- The Infinity I & II, 107 et 137 mètres, San Francisco, 2008 et 2009
- Crown Towers, Macao, Chine, 151 mètres, 2009
- Tour Sequana, Issy-les-Moulineaux, 100 mètres, 2010
- MiMA, New York, 204 mètres, 2010
- Sky Tower (Abou Dabi), Abou Dabi, Émirats arabes unis, 310 mètres, 2010
- Sun Tower, Abou Dabi, Émirats arabes unis, 247 mètres, 2010
- Riviera TwinStar Square, Shanghai, Chine, 216 mètres, 2011
- Taikoo Hui Guangzhou Cultural Plaza, Canton (Chine), Chine, 128/165/212 mètres, 2011
- Torre Begonias, Lima, Pérou, 120 mètres, 2013
- Banco de la Nación - Centro de Convenciones, Lima, Pérou, 140 mètres, 2015
- The Podium West Tower, 210 mètres, Mandaluyong, Philippines, 2019